# Rubus saxicola
Rubus saxicola är en rosväxtart som beskrevs av P. J. Müll.. Rubus saxicola ingår i släktet rubusar, och familjen rosväxter. Utöver nominatformen finns också underarten R. s. spribillei.